# Adolf Heusinger
Pour les articles homonymes, voir Heusinger.
 (octobre 2014).
Adolf Heusinger, né le 4 août 1897 à Holzminden et mort le 30 novembre 1982 à Cologne, est un général allemand de la Seconde Guerre mondiale. Il a été le premier chef d'État-Major de la Bundeswehr, les forces armées ouest-allemandes, après qu'elles ont été créées en 1955. Il a également été le président du Comité militaire de l'OTAN jusqu'à sa retraite en 1964.

## Biographie

### Avant 1920
Le père d'Adolf Heusinger, Ludwig (né en 1862), est professeur et sa mère Charlotte, née von Alten, est issue d'une ancienne famille aristocratique ayant des ramifications dans le Hanovre. Son frère, Bruno Heusinger, est le futur président de la Cour fédérale de Karlsruhe.
Après ses études au lycée d'Holzminden (de) et au lycée Julianum (de) d'Helmstedt, il s'engage comme volontaire en 1915 au 96e régiment d'infanterie de l'Armée impériale. Il devient plus tard officier d'ordonnance sur le front ouest. Il est nommé Leutnant le 4 juillet 1917. Il est plusieurs fois blessé à Verdun et sérieusement blessé dans les Flandres à l'automne 1917. Il est alors capturé par les Britanniques et transféré dans un camp de prisonniers dans le Yorkshire, ce jusqu'en décembre 1919.

### 1920-1940
Il intègre la Reichswehr le 1er janvier 1920 au 15e régiment d'infanterie alors stationné à Cassel. Il devient Oberleutnant en 1925 et de 1930 à 1934, il est officier d'état-major au ministère des Armées à la division opérationnelle du service des troupes. Il épouse Gerda Krüger, historienne, en 1931. Heusinger est nommé capitaine le 1er octobre 1932 puis obtient le commandement d'une compagnie au 18e régiment d'infanterie stationné à Paderborn. De 1935 à 1937, il est premier officier d'état-major de la 1re division d'infanterie basée à Allenstein en province de Prusse-Orientale : il y atteint le grade de Major.
À compter de 1937 et ce jusqu'en 1944, il est affecté au haut-commandement de l'Armée de terre (l’OKH) : il est promu Oberst le 1er août 1940, un an après le début de la Seconde Guerre mondiale.

### 1940-1945

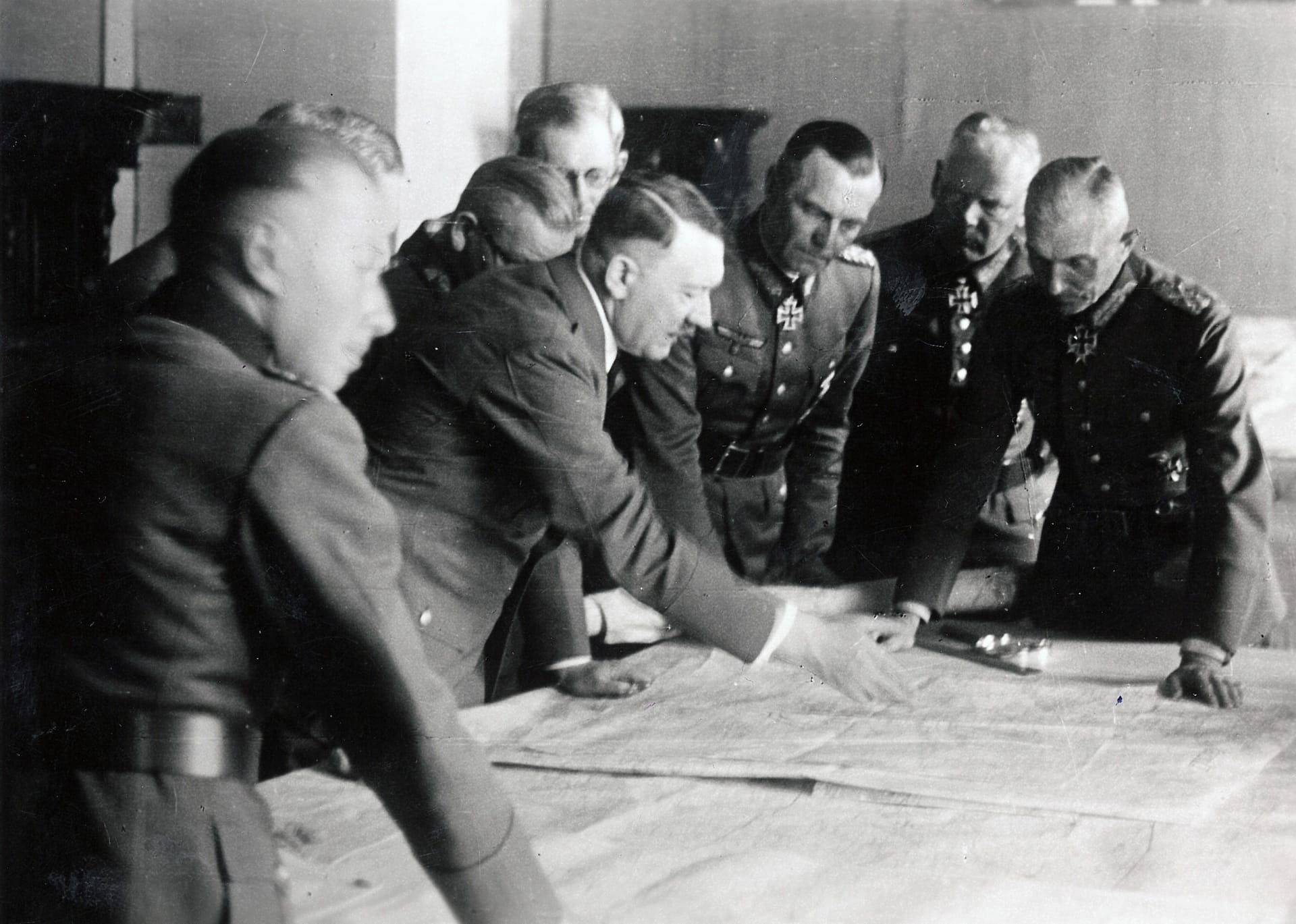
Heusinger (de dos au premier plan) dans un des quartiers généraux du Führer sur le front de l'Est, avec Hitler et Paulus, le 1 juin 1942.

Heusinger devient quelques mois plus tard chef de la section des opérations (Operationsabteilung ) à l’OKH et participe aux décisions opérationnelles et stratégiques. Il est chargé de la préparation de l'opération Fall Blau, nom de code de l'attaque sur Stalingrad. Toutefois Heusinger et Halder, le chef d'état-major adjoint de la Heer, ne peuvent imposer leurs vues, confrontés à l'entêtement de Hitler. Halder veut d'abord prendre Moscou, tandis que Hitler vise le Caucase, voie d'accès au pétrole des régions riveraines de la mer Caspienne. La directive de Hitler du 23 juillet 1942, préliminaire à l'hiver désastreux qui aboutit à la perte ou à la disparition de plus de 300 000 soldats allemands à Stalingrad, conduit progressivement à l’échec de l'Armée allemande en Union soviétique.
Heusinger est nommé Generalmajor en décembre 1941. Il comprend que la mauvaise qualité des renseignements concernant le front de l'Est constitue un problème pour les prises de décision de l'état-major. Il nomme Reinhard Gehlen en avril 1942 à la tête d'un début de réseau de renseignements qui tente de rester indépendant de la SD.
Heusinger est nommé Generalleutnant en janvier 1943 au moment de la chute de Stalingrad. C'est à cette époque qu'il devient convaincu de la nécessité d'éliminer Hitler[réf. nécessaire].
Entre le 10 et le 20 juillet 1944, Heusinger est brièvement chef d'état-major adjoint de la Heer, à la suite de la démission pour cause de maladie du Generaloberst Kurt Zeitzler : il se trouve donc dans la Wolfsschanze aux côtés de Hitler, en train de lui montrer une carte, lorsque la bombe déposée par le colonel von Stauffenberg explose au cours de l‘attentat du 20 juillet 1944. Comme Hitler, Heusinger n'est que blessé.
Heusinger aurait été au courant des préparatifs de cet attentat qu'il approuvait, même s'il n'y a pas pris part. Après l'attentat, il est transféré dans un hôpital par la Gestapo et mis aux arrêts. Il est ensuite emprisonné et interrogé. On le relâche cependant en octobre 1944, faute de preuves. Il est rayé des effectifs d'active et muté dans la Führerreserve ; il obtient néanmoins un poste le 25 mars 1945 au service des cartes de l'armée. Il est fait prisonnier par les Américains en mai 1945.

### Après 1945

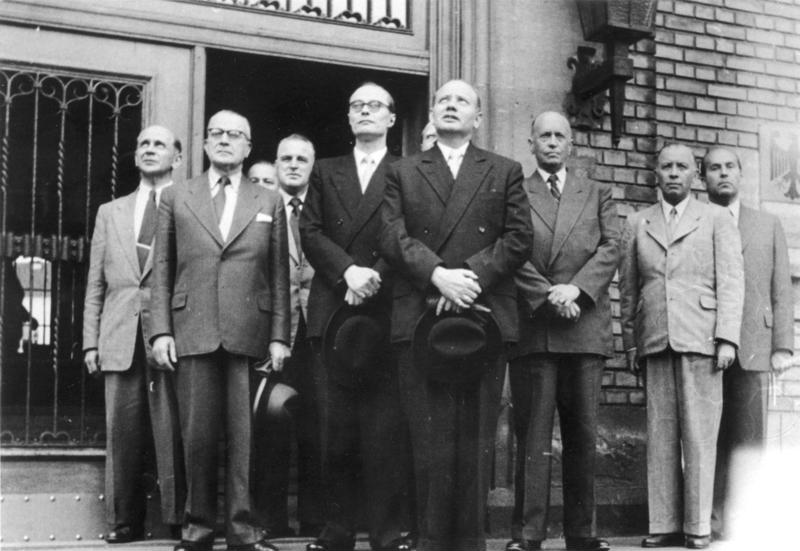
Le « bureau Blank » le 5 mai 1955 : Heusinger est le 2e à partir de la droite, Blank est devant, au centre.

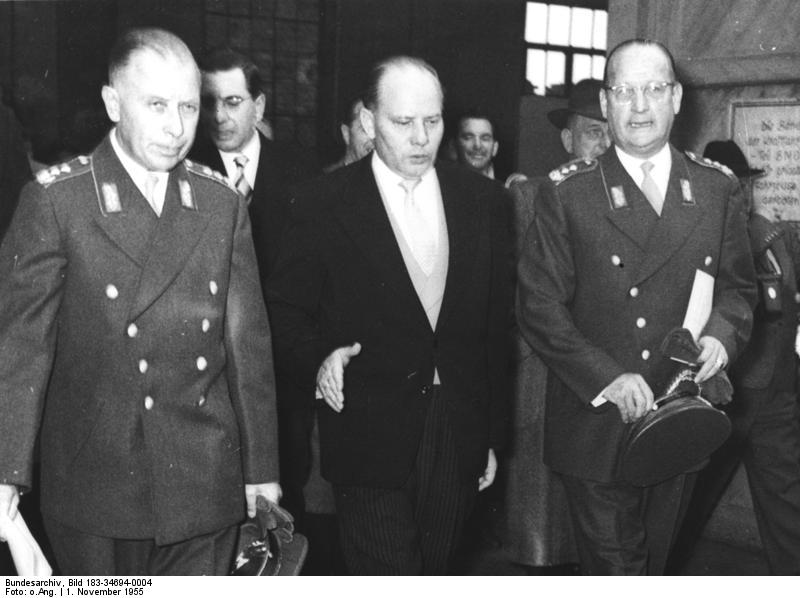
Heusinger (à gauche) en compagnie du récent ministre de la Défense Theodor Blank (centre) et du général Speidel, le 1 novembre 1955.

Adolf Heusinger est transféré dans un camp de prisonniers, puis reste sous surveillance alliée jusqu'en 1948. L'Union soviétique réclame en vain son extradition pour pouvoir le juger en tant que criminel de guerre, conformément à la résolution approuvée le 14 février 1946 par l'Assemblée générale des Nations unies.
Heusinger commence alors sa collaboration avec le nouveau service de renseignement militaire de Reinhard Gehlen, son ancien officier. Son nom de code est Horn et il dirige le service d'exploitation des données, jusqu'en 1950, année où il publie un livre de mémoires sur l'Armée allemande, Befehl im Widerstreit, Schicksalsstunden der deutschen Armee 1923-1945 (« Commandement dans le conflit, les heures fatidiques de l'Armée allemande 1923-1945 »).
En décembre 1950, il devient conseiller du chancelier Adenauer.
Heusinger poursuit sa carrière au « bureau Blank », entité objet de controverses qui est à l'origine du ministère de la Défense de l'Allemagne de l'Ouest, créé en 1955. Il en est le conseiller militaire de 1955 à 1957.
Il est confirmé au rang de Generalleutnant en novembre 1955, devenant l'un des plus hauts gradés de la future Bundeswehr qu'il contribue à mettre sur pied. En juin 1957, il en devient le premier Generalinspekteur. Il préside le Military Committee de l'OTAN de 1963 à 1964 à Washington. C'est le Général Charles Paul de Cumont qui était le prédécesseur et successeur à la présidence de l'OTAN pendant un total de 5 ans.
Le général Heusinger prend sa retraite le 1er avril 1964. Il meurt dix-huit ans plus tard à Cologne.

## Titres et décorations
Le général Heusinger est titulaire de nombreuses décorations :
- Croix de fer (1914) 1re et 2e classe[4]
- Braunschweiger Kriegsverdienstkreuz II. Klasse[4]
- Croix d'honneur reussoise de 3e classe mit Schwertern[4]
- Reußische Silberne Verdienstmedaille mit Schwertern[4]
- Insigne des blessés (Verwundetenabzeichen (1918) in Schwarz)
- Médaille de service de longue durée de la Wehrmacht II. Klasse
- Spange zum Eisernen Kreuz II. und I. Klasse
- Kriegsverdienstkreuz (1939) II. und I. Klasse mit Schwertern
- Ordre de la Croix de la Liberté de Finlande
- Verwundetenabzeichen 20. Juli 1944
- Legion of Merit, Commander
- Ordre du Mérite de la République fédérale d'Allemagne